# Koh Kong (plaats)
Koh Kong is een stad in Cambodja en is de hoofdplaats van de provincie Koh Kong.
Koh Kong telt ongeveer 39.000 inwoners.